# Нагорино
Нагорино (мар. Курыкӱмбал) — деревня в Волжском районе Республики Марий Эл России. Входит в состав Петъяльского сельского поселения.

## География
Деревня находится в юго-восточной части республики, в пределах Мари-Турекского плато, в зоне хвойно-широколиственных лесов, на левом берегу реки Пинжанки, на расстоянии примерно 26 километров (по прямой) к северо-востоку от города Волжска, административного центра района, и в 5 км по автодорогам к юго-западу от центра поселения, деревни Петъял. Абсолютная высота — 134 метра над уровнем моря.

### Климат
Климат характеризуется как континентальный, умеренно влажный, с длительной снежной зимой и коротким жарким летом. Среднегодовая температура воздуха — 2,3 °С. Средняя температура воздуха самого тёплого месяца (июля) — 18,2 °C (абсолютный максимум — 38 °C); самого холодного (января) — −13,7 °C (абсолютный минимум — −47 °C). Среднегодовое количество атмосферных осадков составляет 491 мм, из которых 352 мм выпадает в период с апреля по октябрь.

### Часовой пояс
Деревня Нагорино, как и вся Марий Эл, находится в часовой зоне МСК (московское время). Смещение применяемого времени относительно UTC составляет +3:00.

## История
Деревня расположена на крутом берегу оврага — возможно, отсюда и произошло название.
В первой половине XIX века деревня находилась в Петъяльской волости, а в 1877 году она входила в состав Малососновского сельского общества Сотнурской волости Царевококшайского уезда. В 1881 году 10 жителей деревни занимались рубкой и пилкой леса, также занимались другими промыслами. В 1887 году из скота в деревне содержалось 45 лошадей, 51 голова крупного рогатого скота, 175 голов мелкого рогатого скота и другой скотины.
В начале XX века по крайней мере до 1917 года в деревне работала водяная мельница, также имелась бакалейная лавка.
В 1910 году была открыта земская школа, ставшая к 1919 году школой первой ступени. В 1923 году деревня относилась к Сотнурской волости Краснококшайского кантона. В 1927 году деревня, входившая в состав Звениговского кантона, стала центром сельсовета.
В 1931 году был организован колхоз «Клевер», затем переименованный в «У Корно» («Новый путь»). В 1933 году работал фельдшерско-акушерский пункт, а в 1935 году была организована изба-читальня. В 1937 году появился первый трактор. В 1936—56 годах деревня входила в состав Сотнурского района.
В 1939 году в Нагоринской начальной школе 4 учителя обучали 149 учеников. В школьной библиотеке было 30 книг для преподавателей и 180 для внеклассного чтения учащихся. Школа занимала помещение площадью 300 м2, где размещались 4 комнаты. Изба-читальня в 1940 году размещалась в деревянном здании с печным отоплением и керосиновым освещением, работа велась на марийском языке, имелось 150 книг.
В 1940 году колхоз «У корно» обслуживался Сотнурской МТС. В состав колхоза входило 45 дворов, 220 человек, большинство из них были марийцами. В двух конюшнях колхоза содержались 45 лошадей, в коровнике — 15 голов крупного рогатого скота, в овчарне — 30 овец, кроме этого было 48 голов птицы, 142 пчелосемьи. Работала мельница. Сельскохозяйственные орудия колхоза состояли из молотилки, жатки, 22 конных плугов, веялки, 42 телег, 24 саней. Для собранного урожая в деревне находились 6 зернохранилищ, 2 овина, крытый ток, силосная башня.
В годы войны из деревни ушли на фронт 57 человек, вернулись только 16. Деревня приняла эвакуированных ленинградцев, которые работали в колхозе.
В 1945 году в состав колхоза входило 185 человек, из них трудоспособных 10 мужчин, 59 женщин и 19 подростков.
В 1950 году колхоз «У корно» вошёл в состав колхоза «За Родину», и постепенно все хозпостройки и орудия были переведены в объединённый колхоз.
Также деревня лишилась и общественных построек.
В 2002 году жители деревни держали 28 голов КРС, 7 свиней и 48 овец. В деревне было 34 двора.
В 2004 году деревня передана из упразднённого Карайского сельсовета в Петъяльское сельское поселение.

## Население
| 2002 | 2010 |
| ---- | ---- |
| 99   | ↘92  |

По III ревизии 1763 года в деревне проживало 45 человек (29 мужчин и 16 женщин, государственные крестьяне из марийцев).
По V ревизии 1795 года деревня Нагорная (Пинжан тож) Азъяльской волости насчитывала 85 жителей (51 мужчина, 34 женщины) в 19 дворах.
В 1859 году в деревне проживал 171 человек (77 мужчин и 94 женщины) в 25 дворах.
В 1887 году в 32 дворах проживало 168 человек (81 мужчина и 87 женщин, православные марийцы).
В самом начале XX века в деревне было 37 дворов, проживало 193 жителя (91 мужчина и 102 женщины).
В 1923 году в деревне жило 188 человек в 37 дворах, в 1925 году — 200 человек (186 мари и 14 русских), а в 1933 году — 238 человек.
По переписи 2002 года в деревне проживало 99 человек (46 мужчин, 53 женщины), из них 99 % марийцев.
По переписи 2010 года — 92 жителя (48 мужчин, 44 женщины).
По переписи 2021 года — 66 жителей (61 мариец, 4 русских и 1 чуваш). При этом 59 жителей деревни использовали марийский язык (родной для 60 жителей), 61 житель — русский язык (родной для 6 жителей).

## Инфраструктура
В деревне две улицы — Нагорная и Полевая, производственных и общественных зданий нет. Дети учатся в Карайской средней школе. Имеется большой запас бутового камня и кирпичной глины. Вода выкачивается из подземного озера, находящегося на глубине 90 м.